# Igor Aleksander
Igor Aleksander (né le 26 janvier 1937, à Zagreb) est professeur émérite d'ingénierie des systèmes neuronaux dans le département de génie électrique et électronique à l'Imperial College de Londres. Il a travaillé dans les domaines de l'intelligence artificielle et des réseaux neuronaux et a conçu le premier système neuronal de reconnaissance de formes dans les années 1980.